# Eduardo Bonomi
Edison Eduardo Bonomi Varela (Montevideo, 14 de octubre de 1948-Parque del Plata, 20 de febrero de 2022) fue un político uruguayo. Ejerció como ministro de Trabajo y Seguridad Social entre 2005 y 2010, y como ministro del Interior de Uruguay desde ese año hasta 2020. Desde el 21 al 30 de diciembre de 2013, luego de la renuncia de Fernando Lorenzo se desempeñó también interinamente como Ministro de Economía y Finanzas de Uruguay. Era apodado «El Bicho».

## Biografía
Cursó primaria en la escuela pública N° 81 y secundaria en el liceo público del barrio Malvín de Montevideo. En 1969 ingresó a la Facultad de Veterinaria de la Universidad de la República donde solo pudo cursar hasta cuarto año, ya que en 1972 fue encarcelado por pertenecer al Movimiento de Liberación Nacional-Tupamaros. Recuperó su libertad en marzo de 1985. Fue vendedor de libros y, en mayo de 1985, empezó a trabajar en la empresa pesquera Promopes. 
A comienzos de los años 1990, la empresa se transformó en Cooperativa Promopes, una cooperativa de trabajadores, que en 1997 fue llevada a remate público por su principal acreedor, el Banco de la República Oriental del Uruguay. Bonomi, junto a otros socios de la cooperativa, compró la empresa. La experiencia duró poco: el 13 de enero de 1999 Brasil, el principal destino de las ventas de Promopes, decidió devaluar su moneda, tornando deficitario el flujo exportador. No pudiendo pagar sus deudas, la empresa entró en cesación de pagos. Fue cofundador del Congreso de Trabajadores de la Industria de la Pesca de Uruguay e integrante del Secretariado Ejecutivo del Congreso Uruguayo de Trabajadores de la Industria de la Pesca (CUTIP).
Ingresó al Movimiento de Liberación Nacional - Tupamaros (MLN-T) en 1970. Estuvo en la semi-clandestinidad entre enero y junio de 1972, cuando pasó totalmente a la clandestinidad. Fue apresado el 21 de julio de 1972. Estuvo seis meses preso en el Batallón de Infantería N° 13; luego fue trasladado al Penal de Libertad, condenado por la justicia militar con el cargo de haber asesinado a un policía. En 1975, fue trasladado en tres oportunidades para ser interrogado en el departamento de Colonia y regresó al mismo Penal hasta 1985, cuando fue liberado gracias a la ley N.° 15.737 del 8 de marzo de 1985, que decretó la amnistía de todos los delitos políticos, comunes y militares conexos con éstos, cometidos a partir del 1 de enero de 1962.

## Carrera política
Tras ser liberado, volvió a la militancia política y social y pasó a integrar el Comité Central del MLN-T a partir de 1987. Fue uno de los cofundadores del Movimiento de Participación Popular (MPP). Desde el 2009, integró su Dirección Nacional. Además representó al sector en la Mesa Política del Frente Amplio.
Fue presidente de la Comisión de Relacionamiento del EP-FA/NM con el Poder Ejecutivo y con las fuerzas sociales. Asumió el 1 de marzo del 2005 como Ministro de Trabajo y Seguridad Social designado por el presidente Tabaré Vázquez; lo acompañó en la subsecretaría Jorge Bruni.
Renunció a su cargo como ministro, para dedicarse a la campaña electoral de octubre de 2009 como jefe de campaña de José Mujica. En su lugar asumió el exdirector nacional de Trabajo Julio Baraibar. Al dejar el lugar en el ministerio asumió la banca en el senado a la que renunció (por estar en campaña electoral) José Mujica.
Se desempeña como Ministro del Interior de Uruguay. El 21 de diciembre de 2013, luego de la renuncia de Fernando Lorenzo, se desempeñó interinamente como Ministro de Economía y Finanzas de Uruguay.
En diciembre de 2014, tras confirmarse la elección de Tabaré Vázquez para un nuevo periodo presidencial, se anunció que Bonomi continuaría al frente de la cartera del Interior, cargo que volvió a asumir el 1 de marzo de 2015.

Falleció el 20 de febrero de 2022 a los 73 años, en el Balneario Parque del Plata, ejerciendo aún un periodo como senador.